# Morata de Jalón (kommunhuvudort)
Morata de Jalón är en kommunhuvudort i Spanien.   Den ligger i provinsen Provincia de Zaragoza och regionen Aragonien, i den nordöstra delen av landet, 220 km nordost om huvudstaden Madrid. Morata de Jalón ligger 425 meter över havet och antalet invånare är 1 365.
Terrängen runt Morata de Jalón är lite kuperad.Runt Morata de Jalón är det ganska glesbefolkat, med 47 invånare per kvadratkilometer. Närmaste större samhälle är Calatayud, 19,2 km sydväst om Morata de Jalón. Omgivningarna runt Morata de Jalón är i huvudsak ett öppet busklandskap.